# Jonathan N’Senga
Jonathan N’Senga (* 21. April 1973 in Mons) ist ein ehemaliger belgischer Hürdenläufer, der sich auf die 110-Meter-Distanz spezialisiert hat.

## Sportliche Laufbahn und Leben
Erste internationale Erfahrungen sammelte Jonathan N’Senga im Jahr 1991, als er bei den Junioreneuropameisterschaften in Thessaloniki mit 14,73 s im Halbfinale über 110 m Hürden ausschied und über 400 m Hürden mit 55,59 s nicht über den Vorlauf hinauskam. Im Jahr darauf schied er bei den Juniorenweltmeisterschaften in Seoul mit 14,62 s im Semifinale über 110 m Hürden aus und 1994 kam er bei den Halleneuropameisterschaften in Paris mit 7,90 s nicht über die Vorrunde im 60-Meter-Hürdenlauf hinaus. Im August schied er dann bei den Freiluft-Europameisterschaften in Helsinki mit 13,69 s im Semifinale über 110 m Hürden aus. Im Jahr darauf schied er bei den Hallenweltmeisterschaften in Barcelona mit 7,93 s im Vorlauf über 60 m Hürden aus und im August schied er bei den Weltmeisterschaften in Göteborg mit 13,67 s im Viertelfinale über 110 m Hürden aus. Daraufhin siegte er in 13,51 s bei der Sommer-Universiade in Fukuoka. 1996 gewann er bei den Halleneuropameisterschaften in Stockholm in 7,66 s die Bronzemedaille über 60 m Hürden hinter den Letten Igors Kazanovs und Guntis Peders und im Juli schied er bei den Olympischen Sommerspielen in Atlanta mit 13,63 s im Viertelfinale aus.
1997 startete er bei den Hallenweltmeisterschaften in Paris, jedoch wurde er kurz darauf auf die Dopingsubstanz Ephedrin für drei Monate gesperrt und sein Resultat bei den Hallenweltmeisterschaften wurde annulliert. Im August schied er bei den Weltmeisterschaften in Athen mit 13,58 s im Halbfinale über 110 m Hürden aus. Anschließend gewann er bei den Studentenweltspielen in Catania in 13,51 s die Silbermedaille über 110 m Hürden hinter dem Russen Andrei Kislych und siegte kurz darauf in 13,56 s bei den Spielen der Frankophonie in Antananarivo. Im Jahr darauf belegte er bei den Halleneuropameisterschaften in Valencia in 7,59 s den vierten Platz über 60 m Hürden und gelangte im Sommer bei den Freiluft-Europameisterschaften in Budapest mit 13,54 s auf den achten Platz über 110 m Hürden. 1999 gewann er bei der Sommer-Universiade in Palma in 13,51 s erneut die Silbermedaille, diesmal hinter dem US-Amerikaner Terrence Trammell, ehe er bei den Weltmeisterschaften in Sevilla mit 13,54 s im Finale auf den achten Platz gelangte. Im Jahr darauf belegte er bei den Halleneuropameisterschaften in Gent in 7,71 s den siebten Platz über 60 m Hürden und im September schied er bei den Olympischen Sommerspielen in Sydney mit 13,73 s im Viertelfinale über 110 m Hürden aus.
2001 schied er bei den Weltmeisterschaften im kanadischen Edmonton mit 13,89 s im Halbfinale über 110 m Hürden aus und im Jahr darauf kam er bei den Europameisterschaften in München mit 13,88 s nicht über die erste Runde hinaus. 2003 schied er bei den Hallenweltmeisterschaften in Birmingham mit 8,03 s im Vorlauf über 60 m Hürden aus und im August kam er bei den Weltmeisterschaften nahe Paris in der Vorrunde über 110 m Hürden nicht ins Ziel. 2005 schied er bei den Weltmeisterschaften in Helsinki mit 13,94 s im Semifinale aus und im Jahr darauf kam er bei den Europameisterschaften in Göteborg im Vorlauf nicht ins Ziel. 2009 beendete er dann seine aktive sportliche Karriere im Alter von 36 Jahren.
In den Jahren 1994 und 1997, von 2000 bis 2002 sowie 2005 und 2006 wurde N’Senga belgischer Meister im 110-Meter-Hürdenlauf. Zudem wurde er 1995, 1997 und 1998 sowie 2000, 2002 und 2003 sowie 2006 Hallenmeister über 60 m Hürden.

## Persönliche Bestleistungen
- 110 m Hürden: 13,25 s (+1,9 m/s), 22. August 1998 in Budapest
  - 60 m Hürden (Halle): 7,55 s, 1. März 1998 in Valencia